# 首都圏広域急行鉄道A路線
首都圏広域急行鉄道A路線（しゅとけんこういききゅうこうてつどうAろせん）は、大韓民国京畿道坡州市の雲井中央駅と京畿道華城市の東灘駅を結ぶ鉄道路線である 。

## 概要
3路線からなる、大深度地下を走りソウル郊外の都市部を連絡する首都圏広域急行鉄道（GTX）のうち、キンテックス-東灘を結ぶA線の一部として計画された。
最高速度110km/h程度、表定速度40km/h程度の既存路線で年々増大する通勤時間の短縮に対応すべく、最高速度180km/h程度で東灘からソウル都心部を約20分で結ぶ計画である。ただし、監査院は供用区間での高頻度運行に対し、風圧により広域急行鉄道用車両のドアや窓が破損する可能性があると指摘している。
三成駅は他のGTXや既存路線との複合地下駅となり、水西駅はSRTのりばとは別の場所に地下駅が設置された。水西以南の大半の区間はSR水西平沢高速線と線路を共用し、共通停車駅である東灘を除き、2駅前後では水西平沢高速線の複線トンネルを挟む形で、GTX単独の駅への単線トンネル2本が設置された。

## 沿革
- 2008年 - 京畿道、京畿南部広域交通網構想研究着手
- 2008年 9月 - 国土海洋部、東灘第2新都市広域交通計画に含まれる
- 2009年
  - 8月 - 首都圏高速鉄道の予備妥当性調査実施
  - 12月 - 首都圏高速鉄道 基本計画策定通知（水西 - 平沢間高速鉄道のみ）
- 2010年 4月 - 首都圏高速鉄道の基本及び実施設計に着手
- 2011年 4月 - 第2次国家鉄道網構築計画および通知
- 2012年
  - 7月 - 基本計画案策定
  - 8月 - 戦略環境影響評価評価準備書の提出
  - 9月 - 戦略環境影響評価の対象範囲と項目などを決定
  - 10月 - 戦略環境影響評価書の草案提出
- 2013年
  - 7月 - 国土交通部, 中間駅選定 (城南市:京江線 二梅駅, 龍仁市:盆唐線 駒城駅)
  - 9月 ～ 2014年 6月 - 妥当性の調査と基本計画着手
  - 10月 - 戦略環境影響評価書の草案供覧
  - 10月 ～ 11月 - 住民公聴会
  - 12月 - 基本計画変更通知
- 2014年 6月 - 基本計画 (仮)
- 2015年
  - 3月 - 基本計画の通知 [7]
  - 6月 - 各工区入札公示
  - 12月23日 - 大林産業が水西駅を含む第2工区を受注[8]
  - 12月28日 - 韓進重工業が城南駅（二梅駅付近）を含む第4工区を受注。翌年7月起工予定[9]。
- 2016年
  - 4月25日 - 当路線とSRのトンネル内共用区間内でSRTは停車しない城南新駅（二梅駅）・龍仁新駅（駒城駅）の造成現場にて、3月にトンネル壁面に亀裂が発見され、首都圏高速線が同年末までの開業延期が不可避になった。[10]
  - 7月3日 - SRTと同時に運行開始する予定の水西～東灘間のシャトル列車の計画が白紙化された[11]。
  - 8月5日 - 東部エンジニアリングが三成駅を含む第1工区を受注[12]。
  - 12月9日 - SR水西平沢高速線開業。
- 2017年
  - 2-3月 - 第2工区（水西駅）・第4工区（城南駅）起工[13]。
  - 9月 - 第1工区（三成駅以南）・第5工区（龍仁駅・東灘駅）起工予定[13]
- 2018年2月 - 第3工区（水西 - SR分岐点）起工予定[13]。
- 2023年11月30日 - 正式名称が首都圏広域急行鉄道A路線に決定[14]。
- 2024年3月30日 - 水西駅〜東灘駅開業。
- 2024年12月28日 - 雲井中央駅〜ソウル駅開業[15]。
- 2026年 - ソウル駅〜水西駅（三成駅除く）開業予定[16]。
- 2028年 - 三成駅開業予定[17]。
- 2030年 - 昌陵駅開業予定[18]。

## 路線データ
- 路線名:首都圏広域急行鉄道A路線
- 閉塞方式:TVM-430/ETCS level 1（ATS-Pに相当）
- 路線距離:雲井中央-ソウル駅：32.9km 水西-東灘（水西平沢高速線との共用走行区間）：29.7km
- 地上区間:なし
- 走行方向:左側通行
- 管理運営:SG Rail
- 車両基地:雲井車両事業所、東灘駅留置線（ソウル駅〜水西駅間開業まで臨時使用）

## 車両データ
- 形式:A000系
- 両数:8両(4M4T)
- 製造数:8両20編成の計160両
- 製造会社:現代ロテム
- 設計最高速度:198km/h

## 駅一覧
- ソウル駅 - 水西駅間は未開業。

| 駅番号                                      | 駅名           | 駅名       | 駅名           | 駅間キロ (km) | 累計キロ (km) | 接続路線 | 所在地       | 所在地        |
| 駅番号                                      | 日本語         | ハングル   | 英語           | 駅間キロ (km) | 累計キロ (km) | 接続路線 | 所在地       | 所在地        |
| ------------------------------------------- | -------------- | ---------- | -------------- | ------------- | ------------- | --- | ------------ | ------------- |
| X101                                        | 雲井中央駅     | 운정중앙역 | Unjeongjungang | 0.0           | 0.0           | | 京畿道       | 坡州市        |
| X102                                        | キンテックス駅 | 킨텍스역   | KINTEX         | 6.1           | 6.1           | | 京畿道       | 高陽市        |
| X103                                        | 大谷駅         | 대곡역     | Daegok         | 6.9           | 13.0          | 韓国鉄道公社： 首都圏電鉄3号線（一山線） (315) · 京義・中央線 (K322) · 西海線 (S11) · ・郊外線                                                                                                   | 京畿道       | 高陽市        |
| X104                                        | 昌陵駅         | 창릉역     | Changneung     |               |               | | 京畿道       | 高陽市        |
| X105                                        | ヨンシンネ駅   | 연신내역   | Yeonsinnae     | 9.9           | 22.9          | ソウル交通公社：●首都圏電鉄3号線（地下鉄3号線） (321) · 6号線 (614) | ソウル特別市 | 恩平区        |
| X106                                        | ソウル駅       | 서울역     | Seoul          | 9.4           | 32.9          | 韓国鉄道公社：KTX・京釜線（一般旅客列車） · 京義・中央線(P313) · 首都圏電鉄1号線 (133) · ソウル交通公社： 首都圏電鉄1号線（地下鉄1号線） (133) · 4号線 (426) · 空港鉄道： 仁川国際空港鉄道 (A01) | ソウル特別市 | 龍山区        |
| X107                                        | 三成駅         | 삼성역     | Samseong       |               |               | ソウル交通公社：●2号線 (219) | ソウル特別市 | 江南区        |
| X108                                        | 水西駅         | 수서역     | Suseo          | 0.0           | 0.0           | ソウル交通公社：●3号線（地下鉄3号線） (349) 韓国鉄道公社：●盆唐線 (K221) SR：水西平沢高速線 | ソウル特別市 | 江南区        |
| ↓これより先は水西平沢高速線との線路共用区間 |                |            |                |               |               | |              |               |
| X109                                        | 城南駅         | 성남역     | Seongnam       | 10.7          | 10.7          | 韓国鉄道公社：●京江本線（京江電鉄線） | 京畿道       | 城南市 盆唐区 |
| X110                                        | 駒城駅         | 구성역     | Guseong        | 10.9          | 21.6          | 韓国鉄道公社：●盆唐線 (K235) | 京畿道       | 龍仁市 器興区 |
| X111                                        | 東灘駅         | 동탄역     | Dongtan        | 11.2          | 32.8          | SR：水西平沢高速線 | 京畿道       | 華城市        |